# Offenbacher Fußball-Club Kickers 1901 1963-1964
Questa voce raccoglie le informazioni riguardanti l'Offenbacher Fußball-Club Kickers 1901 nelle competizioni ufficiali della stagione 1963-1964.

## Stagione
Nella stagione 1963-1964 il Kickers Offenbach, allenato da Hans Merkle, concluse il campionato di Regionalliga sud al 3º posto.

## Rosa
| N. |                     | Ruolo | Calciatore                 |
| -- | ------------------- | ----- | -------------------------- |
|    | Germania (bandiera) | P     | Othmar Groh                |
|    | Germania (bandiera) | P     | Dieter Weber               |
|    | Germania (bandiera) | P     | Rudi Wimmer                |
|    | Germania (bandiera) | D     | Heinz Heiter               |
|    | Germania (bandiera) | D     | Hans-Jürgen Oehlenschläger |
|    | Germania (bandiera) | D     | Wolfgang Pyrczeck          |
|    | Germania (bandiera) | D     | Alfred Schultheis          |
|    | Germania (bandiera) | D     | Karl Heinz Strauch         |
|    | Germania (bandiera) | C     | Hans-Peter Adler           |
|    | Germania (bandiera) | C     | Manfred Benz               |
|    | Germania (bandiera) | C     | Manfred Erber              |
|    | Germania (bandiera) | C     | Joachim Fronia             |

| N. |                     | Ruolo | Calciatore       |
| -- | ------------------- | ----- | ---------------- |
|    | Germania (bandiera) | C     | Gerhard Kaufhold |
|    | Germania (bandiera) | C     | Hermann Nuber    |
|    | Germania (bandiera) | C     | Helmut Sattler   |
|    | Germania (bandiera) | C     | Arno Striebeck   |
|    | Germania (bandiera) | A     | Reiner Bock      |
|    | Germania (bandiera) | A     | Siegfried Gast   |
|    | Germania (bandiera) | A     | Sigfried Held    |
|    | Germania (bandiera) | A     | Werner Klisch    |
|    | Germania (bandiera) | A     | Oskar Lotz       |
|    | Germania (bandiera) | A     | Gerhard Süß      |
|    | Germania (bandiera) | A     | Georg Tripp      |

## Organigramma societario
Area tecnica
- Allenatore: Hans Merkle
- Allenatore in seconda:
- Preparatore dei portieri:
- Preparatori atletici:
- Analisi video:

## Calciomercato

### Sessione estiva
| Acquisti | Acquisti    | Acquisti | Acquisti |
| R.       | Nome        | da       | Modalità |
| -------- | ----------- | -------- | -------- |
| A        | Georg Tripp | Colonia  |          |

| Cessioni | Cessioni         | Cessioni                | Cessioni |
| R.       | Nome             | a                       | Modalità |
| -------- | ---------------- | ----------------------- | -------- |
| A        | Helmut Kleinböhl | Opel Rüsselsheim        |          |
| A        | Berti Kraus      | Monaco 1860             |          |
| D        | Klaus Schäfer    | Eintracht Duisburg 1848 |          |

## Risultati

### Regionalliga

#### Girone di andata
| Arbitro: | Fischer |

|           |           |                    |
| Wille 49’ | Marcatori | 24’ Tripp 42’ Gast |

| Arbitro: | Betz |

|                                           |           |                             |
| Erber 21’ Tripp 47’, 52’ Gast 56’ Süß 78’ | Marcatori | 6’ Seißler 59’ (aut.) Erber |

| Arbitro: | Heumann |

|  |           |           |
|  | Marcatori | 78’ Tripp |

| Arbitro: | Handwerker |

|                                          |           |                  |
| Süß 9’ Gast 45’, 75’, 84’ Tripp 48’, 82’ | Marcatori | 28’, 76’ Slatina |

| Arbitro: | Treiber |

|                                            |           |                                  |
| Masurek 8’, 16’ Wietschorke 27’ Rumpel 69’ | Marcatori | 14’, 72’ Lotz 39’ Tripp 51’ Held |

| Arbitro: | Seiler |

|                           |           |  |
| Gast 9’ Held 72’ Lotz 75’ | Marcatori |  |

| Arbitro: | Schmid |

|              |           |           |
| Drescher 76’ | Marcatori | 79’ Tripp |

| Arbitro: | Tschenscher |

|                                 |           |             |
| Gast 5’ Lotz 22’, 86’ Tripp 47’ | Marcatori | 65’ Linkert |

| Arbitro: | Kreitlein |

|              |           |          |
| Träutlein 3’ | Marcatori | 86’ Gast |

| Arbitro: | Jedele |

|           |           |                                       |
| Nuber 80’ | Marcatori | 15’ Sterzik 53’ Peschen 54’ Haseneder |

| Stoccarda 20 ottobre 1963 11ª giornata | Kickers Stoccarda | 0 – 0 referto | Kickers Offenbach | Kickers-Stadion (4 000 spett.)\| Arbitro: \| Fischer \| |
| Arbitro:                               | Fischer           |               |                   |                                                         |

| Arbitro: | Heumann |

|  |           |                     |
|  | Marcatori | 12’ Zaczyk 56’ John |

| Arbitro: | Handwerker |

|                          |           |               |
| Sattler 7’ Kasperski 21’ | Marcatori | 13’, 37’ Gast |

| Arbitro: | Jacobi |

|                          |           |             |
| Tripp 73’ Schultheis 89’ | Marcatori | 11’ Hofmann |

| Arbitro: | Siebert |

|                                 |           |                        |
| Biesinger 50’, 75’ Pastoors 53’ | Marcatori | 85’ Kaufhold 87’ Nuber |

| Arbitro: | Kreitlein |

|               |           |            |
| Gast 15’, 70’ | Marcatori | 89’ Sagray |

| Arbitro: | Betz |

|  |           |          |
|  | Marcatori | 71’ Held |

| Arbitro: | Heumann |

|                                                   |           |          |
| Kuster 2’, 85’, 90’ Becker 30’ Fritzsche 49’, 73’ | Marcatori | 89’ Gast |

| Arbitro: | Güller |

|                                  |           |  |
| Gast 20’, 45’ Held 34’ Nuber 86’ | Marcatori |  |

#### Girone di ritorno
| Arbitro: | Scheuring |

|                                  |           |           |
| Heiter 25’ (aut.) Rosanowski 42’ | Marcatori | 74’ Erber |

| Offenbach am Main 5 gennaio 1964 21ª giornata                                                                     | Kickers Offenbach | 6 – 4 referto                      | Ulma | Stadion am Bieberer Berg (5 000 spett.) |
| \| \| \| \| \| Nuber 8’, 18’ Lotz 45’ Süß 72’, 75’ Gast 90’ \| Marcatori \| 33’, 39’ Hoffmann 77’, 87’ Stocker \| |                   |                                    |      |                                         |
| |                   |                                    |      |                                         |
| Nuber 8’, 18’ Lotz 45’ Süß 72’, 75’ Gast 90’                                                                      | Marcatori         | 33’, 39’ Hoffmann 77’, 87’ Stocker |      |                                         |

| Arbitro: | Schmid |

|                                           |           |                                     |
| Mack 33’, 42’, 87’ Slatina 65’ Gruber 72’ | Marcatori | 30’ Nuber 60’ Süß 61’ Lotz 82’ Gast |

| Arbitro: | Mohrs |

|                                    |           |             |
| Nuber 12’ Lang 37’ (aut.) Held 82’ | Marcatori | 80’ Masurek |

| Arbitro: | Siebert |

|               |           |                   |
| Feilhuber 90’ | Marcatori | 54’ Erber 76’ Süß |

| Arbitro: | Tschenscher |

|                                     |           |                          |
| Süß 3’, 18’ Nuber 22’, 58’ Held 60’ | Marcatori | 39’, 40’, 63’ Brenninger |

| Arbitro: | Fischer |

|                |           |          |
| Desch 52’, 70’ | Marcatori | 17’ Held |

| Arbitro: | Jedele |

|              |           |              |
| Süß 22’, 69’ | Marcatori | 29’ Schlüter |

| Arbitro: | Tschenscher |

|                        |           |                 |
| Remus 75’ Hoffmann 76’ | Marcatori | 7’ Süß 51’ Gast |

| Arbitro: | Riegg |

|                                 |           |                         |
| Süß 9’ Nuber 38’ Tripp 48’, 80’ | Marcatori | 13’ Sodermanns 23’ Bopp |

| Arbitro: | Hubbuch |

|           |           |          |
| Seban 22’ | Marcatori | 67’ Held |

| Arbitro: | Frickel |

|                                   |           |           |
| Tripp 15’ Gast 43’, 44’ Adler 69’ | Marcatori | 2’ Kröner |

| Arbitro: | Handwerker |

|                         |           |  |
| Tauchmann 54’ Knopf 62’ | Marcatori |  |

| Arbitro: | Binder |

|                                                   |           |  |
| Nuber 42’ Held 52’ Sattler 66’ Tripp 68’ Gast 85’ | Marcatori |  |

| Arbitro: | Treiber |

|                            |           |           |
| Bast 29’, 43’ Kirchner 40’ | Marcatori | 72’ Nuber |

| Arbitro: | Betz |

|                                |           |             |
| Gast 11’, 59’ Süß 20’ Held 52’ | Marcatori | 24’ Schäfer |

| Arbitro: | Jacobi |

|                   |           |                             |
| Gast 3’ Nuber 36’ | Marcatori | 15’ Fritzsche 33’ Jendrosch |

| Arbitro: | Seiler |

|                |           |                                     |
| Pfenninger 62’ | Marcatori | 21’ Süß 24’ Gast 52’ Nuber 58’ Bock |

| Arbitro: | Ebersberger |

|                          |           |                   |
| Nuber 58’ Tripp 61’, 81’ | Marcatori | 3’, 6’ Bernrieder |

## Statistiche

### Statistiche di squadra
| Competizione     | Punti | In casa | In casa | In casa | In casa | In casa | In casa | In trasferta | In trasferta | In trasferta | In trasferta | In trasferta | In trasferta | Totale | Totale | Totale | Totale | Totale | Totale | DR  |
| Competizione     | Punti | G       | V       | N       | P       | Gf      | Gs      | G            | V            | N            | P            | Gf           | Gs           | G      | V      | N      | P      | Gf     | Gs     | DR  |
| ---------------- | ----- | ------- | ------- | ------- | ------- | ------- | ------- | ------------ | ------------ | ------------ | ------------ | ------------ | ------------ | ------ | ------ | ------ | ------ | ------ | ------ | --- |
| Regionalliga sud | 50    | 19      | 16      | 1       | 2       | 65      | 29      | 19           | 5            | 7            | 7            | 31           | 37           | 38     | 21     | 8      | 9      | 96     | 66     | +30 |
| Totale           | 50    | 19      | 16      | 1       | 2       | 65      | 29      | 19           | 5            | 7            | 7            | 31           | 37           | 38     | 21     | 8      | 9      | 96     | 66     | +30 |

### Andamento in campionato
| Giornata  | 1 | 2 | 3 | 4 | 5 | 6 | 7 | 8 | 9 | 10 | 11 | 12 | 13 | 14 | 15 | 16 | 17 | 18 | 19 | 20 | 21 | 22 | 23 | 24 | 25 | 26 | 27 | 28 | 29 | 30 | 31 | 32 | 33 | 34 | 35 | 36 | 37 | 38 |
| --------- | - | - | - | - | - | - | - | - | - | -- | -- | -- | -- | -- | -- | -- | -- | -- | -- | -- | -- | -- | -- | -- | -- | -- | -- | -- | -- | -- | -- | -- | -- | -- | -- | -- | -- | -- |
| Luogo     | T | C | T | C | T | C | T | C | T | C  | T  | C  | T  | C  | T  | C  | T  | T  | C  | T  | C  | T  | C  | T  | C  | T  | C  | T  | C  | T  | C  | T  | C  | T  | C  | C  | T  | C  |
| Risultato | V | V | V | V | N | V | N | V | N | P  | N  | P  | N  | V  | P  | V  | V  | P  | V  | P  | V  | P  | V  | V  | V  | P  | V  | N  | V  | N  | V  | P  | V  | P  | V  | N  | V  | V  |
| Posizione | 3 | 2 | 1 | 1 | 2 | 1 | 1 | 1 | 1 | 3  | 4  | 5  | 4  | 4  | 5  | 5  | 3  | 5  | 5  | 6  | 6  | 6  | 6  | 4  | 4  | 4  | 4  | 4  | 4  | 5  | 4  | 4  | 3  | 4  | 4  | 4  | 4  | 3  |

Legenda:

Luogo: C = Casa; T = Trasferta. Risultato: V = Vittoria; N = Pareggio; P = Sconfitta.

### Statistiche dei giocatori
| H. Adler          | 12 | 1  | 0 | 0 |
| M. Benz           | 17 | 0  | 0 | 0 |
| R. Bock           | 5  | 1  | 0 | 0 |
| M. Erber          | 38 | 3  | 0 | 0 |
| J. Fronia         | 0  | 0  | 0 | 0 |
| S. Gast           | 37 | 25 | 0 | 0 |
| O. Groh           | 22 | 0  | 0 | 0 |
| H. Heiter         | 7  | 0  | 0 | 0 |
| S. Held           | 33 | 10 | 0 | 0 |
| G. Kaufhold       | 30 | 1  | 0 | 0 |
| W. Klisch         | 4  | 0  | 0 | 0 |
| O. Lotz           | 23 | 7  | 0 | 0 |
| H. Nuber          | 35 | 15 | 0 | 0 |
| H. Oehlenschläger | 8  | 0  | 0 | 0 |
| W. Pyrczeck       | 1  | 0  | 0 | 0 |
| H. Sattler        | 34 | 1  | 0 | 0 |
| A. Schultheis     | 30 | 1  | 0 | 0 |
| K. Strauch        | 5  | 0  | 0 | 0 |
| A. Striebeck      | 10 | 0  | 0 | 0 |
| G. Süß            | 25 | 14 | 0 | 0 |
| G. Tripp          | 26 | 16 | 0 | 0 |
| D. Weber          | 16 | 0  | 0 | 0 |
| R. Wimmer         | 0  | 0  | 0 | 0 |